# ماكسيميليان بيير
ماكسيميليان بيير (بالألمانية: Maximilian Beier)‏ هو لاعب كرة قدم ألماني، ولد في 17 أكتوبر 2002 في براندنبورغ آن در هافل في ألمانيا.يلعب لنادي بوروسيا دورتموند.

## وصلات خارجية
- ماكسيميليان بيير على موقع الاتحاد الأوربي (الإنجليزية)
- ماكسيميليان بيير على موقع قاعدة بيانات كرة القدم.إي يو (الإنجليزية)
- ماكسيميليان بيير على موقع ناشيونال فوتبول تيمز (الإنجليزية)
- ماكسيميليان بيير على موقع Soccerbase.com (لاعب) (الإنجليزية)
- ماكسيميليان بيير على موقع Soccerway.com (الإنجليزية)
- ماكسيميليان بيير على موقع عالم كرة القدم.نت (الإنجليزية)